# Paropâmiso
Paropâmiso (em grego: Παροπαμισμός; romaniz.: Paropamismós) ou Paropamísadas (em grego: Παροπαμισάδαι; romaniz.: Paropamisádai) era o nome que os gregos antigos dava à região do Indocuche, no Afeganistão oriental, centrada nas cidades de Cabul e Capisa (a moderna Bagram).

## Geografia
Paropâmiso estava localizada ao norte de Aracósia e de Drangiana, à leste da Ária, ao sul da Bactriana e a oeste de Caxemira. Seus dois rios principais eram o Coas ou Cofen (Κωφήν) e o Dorgamanes (Δοργαμάνης) ou Orgomanes (Ὀργομάνης). 
O termo "Paropâmiso" foi usado, originalmente, para designar o conjunto de povos que habitavam a região, dentre eles os Cabolitas (Καβολῖται) e os Pársios} (Πάρσιοι). Mais tarde, tornou-se um topônimo  para a própria região. 
As maiores cidades eram Ortospana (Ὀρτοσπάνα) ou Cárura (Κάρουρα) (provavelmente identificável com Cabul), Gauzaca (Γαύζακα), Gázni, Capissa (Καπίσσα) e Pársia.